# Apex Legends
Apex Legends là một trò chơi battle royale chơi miễn phí được phát triển bởi Respawn Entertainment và phát hành bởi Electronic Arts. Lấy bối cảnh cùng vũ trụ với Titanfall, trò chơi được phát hành cho các nền tảng Microsoft Windows, PlayStation 4, và Xbox One vào ngày 4 tháng 2 năm 2019. Một tuần sau khi phát hành, nó đã có hơn 25 triệu lượt tải xuống và hơn 2 triệu người chơi cùng lúc. Ngày 17 tháng 5 năm 2022, trò chơi phát hành phiên bản iOS và Android.

## Nội dung
Mỗi trận đấu sẽ có 60 người chơi chia thành 20 đội, mỗi đội 3 người. Một thành viên trong đội sẽ điều khiển vị trí hạ cánh khi trận đấu bắt đầu. Sau đó, các đội sẽ phải tìm kiếm vũ khí, vật dụng hỗ trợ như áo giáp, hồi máu, hồi giáp để chiến đấu với những đội chơi khác cho tới khi còn lại duy nhất một đội cuối cùng. Apex Legends cho phép người chơi hồi sinh đồng đội trong một khoảng thời gian nhất định. Trong trận đấu, trò chơi sẽ thả một vài "care packages" hay còn gọi là "thính" xuống các vị trí ngẫu nhiên trên bản đồ, trong đó sẽ bao gồm một số vật phẩm cao cấp hoặc cực hiếm. Điểm đặc biệt của Apex Legends là hệ thống "ping" giúp người chơi có thể giao tiếp với nhau dễ dàng mà không cần nói chuyện. Tất nhiên trò chơi vẫn hỗ trợ giao tiếp qua hệ thống voice chat.
ngoài ra game có chế độ chơi 2 người

## Hệ thống Legends
Apex Legends tính đến thời điểm này có 18 nhân vật cho người chơi lựa chọn. Có 12 nhân vật chỉ có thể mở khóa bằng Apex Coins (mua trong cửa hàng in-game) hoặc Legend Tokens (nhận được từ phần thưởng khi lên cấp).
- Bloodhound
- Gibraltar
- Lifeline
- Pathfinder
- Wraith
- Bangalore
- Caustic
- Mirage
- Octane
- Wattson
- Crypto
- Revenant
- Loba
- Rampart
- Horizon
- Fuse
- Valkyrie
- Seer
- Ash
- Mad Maggie